# Avillers (Meurthe-et-Moselle)
Avillers település Franciaországban, Meurthe-et-Moselle megyében. Lakosainak száma 137 fő (2022. január 1.). Avillers Domprix, Bouligny, Dommary-Baroncourt és Spincourt községekkel határos.

## Népesség
A település népességének változása:
| Lakosok száma | 96   | 74   | 79   | 81   | 97   | 120  | 123  | 125  | 134  | 137  |
|               | 1968 | 1982 | 1999 | 2006 | 2011 | 2015 | 2017 | 2018 | 2020 | 2022 |